# Vanilla
Pour les articles homonymes, voir Vanilla (homonymie).
Genre
Classification phylogénétique
Vanilla est un genre de plantes monocotylédones de la famille des Orchidaceae, sous-famille des Vanilloideae, originaire des régions tropicales et subtropicales, qui compte plus d'une centaine d'espèces.
Ce sont des lianes grimpantes herbacées hémiépiphytes, aux tiges térètes, relativement peu ramifiées, émettant des racines aériennes adventives au niveau des nœuds, et  pouvant atteindre plusieurs mètres de long. Elles portent des feuilles persistantes, grandes, mais parfois réduites à des écailles, charnues, à pétiole court,
Le fruit, parfois appelée « gousse », est une capsule allongée, cylindrique, charnue, souvent indéhiscente, très aromatique.
Trois espèces sont cultivées pour produire la vanille, principalement Vanilla planifolia, mais aussi Vanilla tahitensis et Vanilla pompona.
Dans la nature, la fécondation naturelle des orchidées lianescentes tropicales du genre Vanilla est effectuée par les abeilles américaines autochtones et endémiques sans dard de la tribu Euglossini (euglossines) et de la tribu Meliponini (mélipones). C'est pourquoi, ces orchidées cultivées dans d'autres régions (Madagascar, La Réunion, Polynésie...) doivent être fécondées manuellement.

## Liste d'espèces
Selon The Plant List (17 mars 2019) :
- Vanilla abundiflora J.J.Sm.
- Vanilla acuminata Rolfe
- Vanilla africana Lindl.
- Vanilla albida Blume
- Vanilla andamanica Rolfe
- Vanilla angustipetala Schltr.
- Vanilla annamica Gagnep.
- Vanilla aphylla Blume
- Vanilla appendiculata Rolfe
- Vanilla bahiana Hoehne
- Vanilla barbellata Rchb.f.
- Vanilla bertoniensis Bertoni
- Vanilla bicolor Lindl.
- Vanilla borneensis Rolfe
- Vanilla bradei Schltr. ex Mansf.
- Vanilla calopogon Rchb.f.
- Vanilla calyculata Schltr.
- Vanilla chalotii Finet
- Vanilla chamissonis Klotzsch
- Vanilla claviculata Sw.
- Vanilla columbiana Rolfe
- Vanilla costaricensis Soto Arenas
- Vanilla coursii H.Perrier
- Vanilla crenulata Rolfe
- Vanilla cribbiana Soto Arenas
- Vanilla cristagalli Hoehne
- Vanilla cucullata Kraenzl. ex J.Braun & K.Schum.
- Vanilla decaryana H.Perrier
- Vanilla diabolica P.O'Byrne
- Vanilla dietschiana Edwall
- Vanilla dilloniana Correll
- Vanilla dressleri Soto Arenas
- Vanilla dubia Hoehne
- Vanilla dungsii Pabst
- Vanilla edwallii Hoehne
- Vanilla espondae Soto Arenas
- Vanilla fimbriata Rolfe
- Vanilla francoisii H.Perrier
- Vanilla gardneri Rolfe
- Vanilla giulianettii F.M.Bailey
- Vanilla grandifolia Lindl.
- Vanilla griffithii Rchb.f.
- Vanilla guianensis Splitg.
- Vanilla hallei Szlach. & Olszewski
- Vanilla hamata Klotzsch
- Vanilla hartii Rolfe
- Vanilla havilandii Rolfe
- Vanilla helleri A.D.Hawkes
- Vanilla heterolopha Summerh.
- Vanilla hostmannii Rolfe
- Vanilla humblotii Rchb.f.
- Vanilla imperialis Kraenzl.
- Vanilla inodora Schiede
- Vanilla insignis Ames
- Vanilla kaniensis Schltr.
- Vanilla kempteriana Schltr.
- Vanilla kinabaluensis Carr
- Vanilla madagascariensis Rolfe
- Vanilla martinezii Soto Arenas
- Vanilla methonica Rchb.f. & Warsz.
- Vanilla mexicana Mill.
- Vanilla montana Ridl.
- Vanilla moonii Thwaites
- Vanilla nigerica Rendle
- Vanilla ochyrae Szlach. & Olszewski
- Vanilla odorata C.Presl
- Vanilla organensis Rolfe
- Vanilla oroana Dodson
- Vanilla ovalis Blanco
- Vanilla ovata Rolfe
- Vanilla palembanica Teijsm. & Binn.
- Vanilla palmarum (Salzm. ex Lindl.) Lindl.
- Vanilla parvifolia Barb.Rodr.
- Vanilla penicillata Garay & Dunst.
- Vanilla perrieri Schltr.
- Vanilla phaeantha Rchb.f.
- Vanilla phalaenopsis Rchb.f. ex Van Houtte
- Vanilla planifolia Jacks. ex Andrews
- Vanilla platyphylla Schltr.
- Vanilla poitaei Rchb.f.
- Vanilla polylepis Summerh.
- Vanilla pompona Schiede
- Vanilla ramificans J.J.Sm.
- Vanilla ramosa Rolfe
- Vanilla ribeiroi Hoehne
- Vanilla roscheri Rchb.f.
- Vanilla ruiziana Klotzsch
- Vanilla sanjappae Rasingam, R.P.Pandey, J.J.Wood & S.K.Srivast.
- Vanilla sarapiquensis Soto Arenas
- Vanilla savannarum Britton
- Vanilla schwackeana Hoehne
- Vanilla seranica J.J.Sm.
- Vanilla seretii De Wild.
- Vanilla siamensis Rolfe ex Downie
- Vanilla somae Hayata
- Vanilla sprucei Rolfe
- Vanilla sumatrana J.J.Sm.
- Vanilla tahitensis J.W. Moore
- Vanilla trigonocarpa Hoehne
- Vanilla utteridgei J.J.Wood
- Vanilla vellozoi Rolfe
- Vanilla walkeriae Wight
- Vanilla wariensis Schltr.
- Vanilla wightii Lindl. ex Wight
- Vanilla yersiniana Guillaumin & Sigaldi
- Vanilla zanzibarica Rolfe